# Aphyolebias peruensis
Aphyolebias peruensis är en fiskart som först beskrevs av Myers, 1954.  Aphyolebias peruensis ingår i släktet Aphyolebias och familjen Rivulidae. Inga underarter finns listade i Catalogue of Life.